# 衆議院事務局
衆議院事務局（しゅうぎいんじむきょく）は、議院事務局法に基づいて衆議院に附置される補佐機関。国会法に基づいて置かれる事務総長を長とし、衆議院の事務を執行する。

## 沿革
- 1891年 - 帝国議会成立に伴い事務局設立。議院法に基づき書記官長以下の職員が置かれる。
- 1947年 - 日本国憲法、国会法の施行に伴い議院事務局法施行。議院事務局法に基づく衆議院事務局に移行。
- 1948年 - 法制部が衆議院法制局として独立。国立国会図書館設立に伴い調査部を廃止。
- 1970年 - 憲政記念館を設置。
- 1998年 - 予備的調査制度の導入に伴い、常任委員会調査室及び特別委員会調査室を改組し衆議院調査局を設置。
- 2008年 - 議院行政文書の情報公開制度の実施に伴い、衆議院事務局の保有する議院行政文書の開示等に関する事務取扱規程を施行

## 組織
衆議院事務局の長は、衆議院において国会議員以外の者から選挙される事務総長である。
事務総長の下には事務次長と、調査局長が置かれ、事務次長の下に会議の運営やその他一般事務を所掌する各部課・憲政記念館、調査局長の下に委員会の命を受けて国政に関する調査を行う調査局が置かれている。
- 事務総長
  - 事務次長
    - 秘書課
    - 議事部
    - 委員部
    - 記録部
    - 警務部
    - 庶務部
    - 管理部
    - 国際部
    - 憲政記念館

  - 調査局長
    - 調査局